# Classe Katori
A Classe Katori (香取型戦艦) foi uma classe de couraçados pré-dreadnought operados pela Marinha Imperial Japonesa, composta pelo Katori e Kashima. Suas construções começaram no início do século XX nos estaleiros da Vickers e Armstrong Whitworth; o batimento de quilha do Kashima  ocorreu no fim de fevereiro de 1904, enquanto do Katori aconteceu duas meses depois em abril. A classe foi encomendada como parte de uma expansão naval e seu projeto foi uma versão modificada e melhorada da Classe King Edward VII britânica, com suas construções ocorrendo no Reino Unido por o Japão carecer das tecnologias e capacidades para construir suas embarcações.
Os dois couraçados da Classe Katori tinham um comprimento de fora a fora de 139 a 143 metros, boca de 23 metros, calado de oito metros e um deslocamento normal que podia chegar a mais de dezesseis mil toneladas. Seus sistemas de propulsão eram compostos por vinte caldeiras a carvão que alimentavam dois motores de tripla-expansão com três cilindros, que por sua vez giravam duas hélices até uma velocidade máxima de dezoito nós (33 quilômetros por hora). Os navios eram armados com uma bateria principal formada por quatro canhões de 305 milímetros montados em duas torres de artilharia duplas, enquanto seu cinturão de blindagem tinha 229 milímetros de espessura.
As embarcações entraram em serviço no final de maio de 1906, tendo sido os últimos couraçados japoneses construídos no exterior. Os dois tiveram inícios de carreiras tranquilas e sem muitos incidentes, com exceção de um incêndio em um dos canhões do Kashima em setembro de 1907. Eles passaram por reformas durante a Primeira Guerra Mundial e deram suporte para a intervenção na Sibéria na Guerra Civil Russa. O Katori escoltou o príncipe-herdeiro Hirohito em uma viagem pela Europa em 1921, com o Kashima servindo como escolta. Ambos foram desarmados em 1923 e depois desmontados pelos termos do Tratado Naval de Washington.